# Porte d'Orange de Carpentras
La porte d'Orange est située sur la commune de Carpentras (Vaucluse), au nord du centre ville. 

## Historique
Carpentras a connu une enceinte entourant la ville, par mesure de protection de la population. Ils ont été construits à l'initiative du pape Innocent VI. Datant de la seconde partie du XIVe siècle, il ne reste visible que la porte d'Orange, au nord du centre ville, et un tronçon au début de la route vers Avignon, à la suite de la destruction des remparts au XIXe siècle. En 1834, Prosper Mérimée visite la ville en tant qu'inspecteur général des monuments historiques et décrit dans son rapport les fortifications comme une version miniature d'Avignon ; cependant, lorsqu'il retourne à Carpentras onze ans plus tard, la majorité des remparts a été abattue. L'édifice est classé au titre des monuments historiques le 1er août 1896.

## Description
Les travaux des remparts entourant Carpentras ont débuté en 1357. Ils mesuraient 1 770 mètres de long, comportant 32 tours et quatre portes, aux débuts des routes de Mazan, Monteux, Orange et Pernes-les-Fontaines. La construction de la porte d'Orange s'est terminée en 1392.

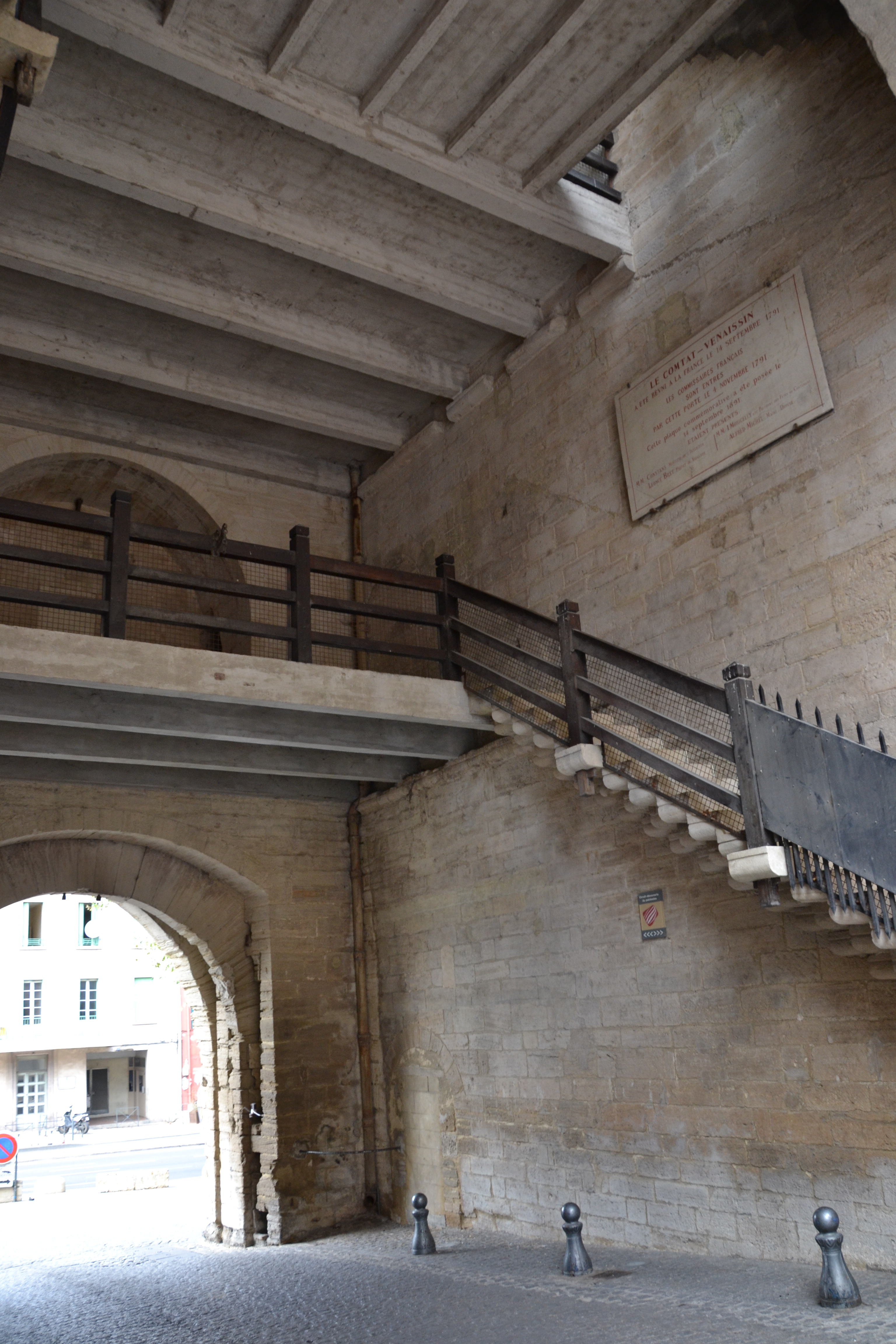
vue intérieur du rez-de-chaussée de la Porte
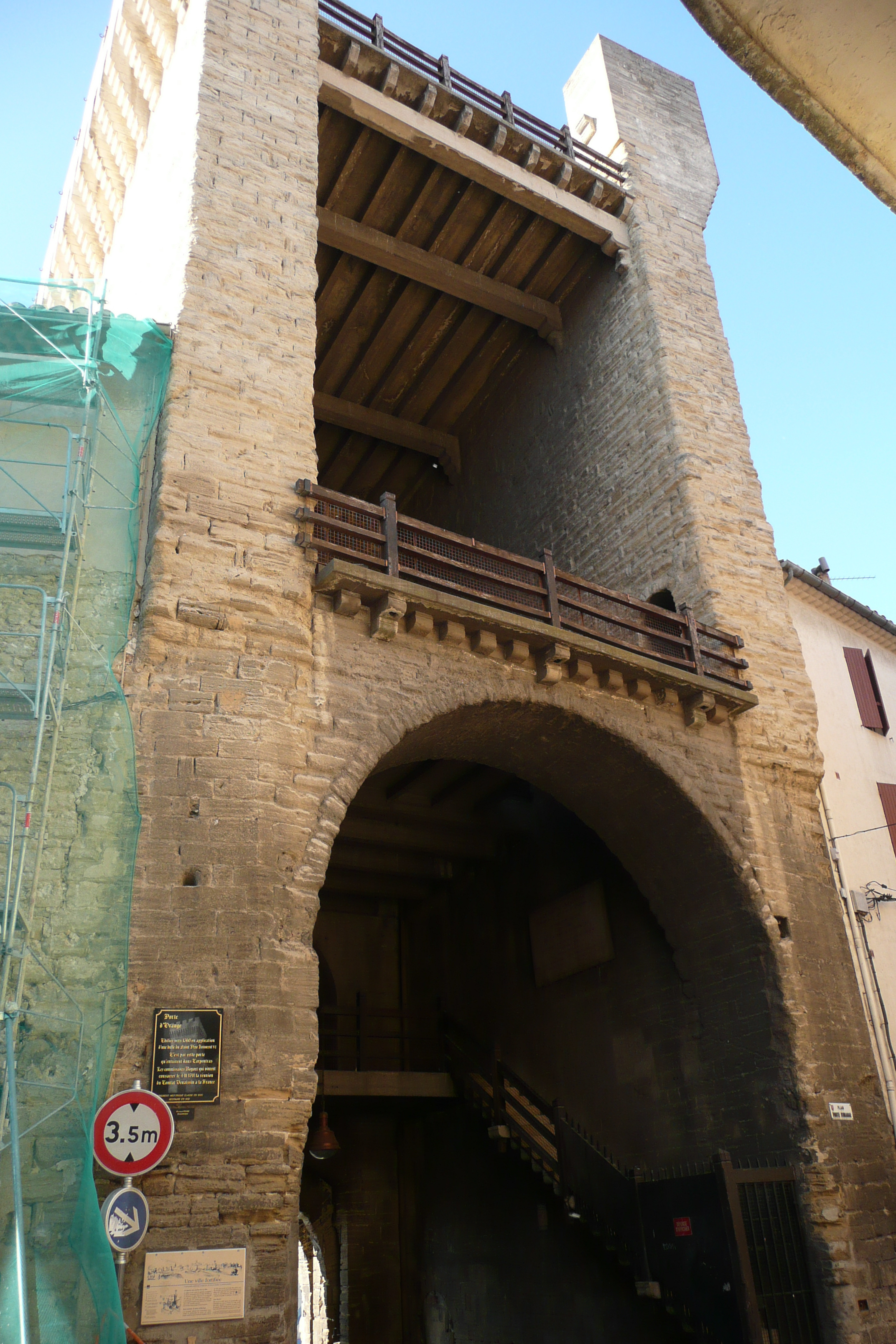
Porte d'Orange, côté intra muros
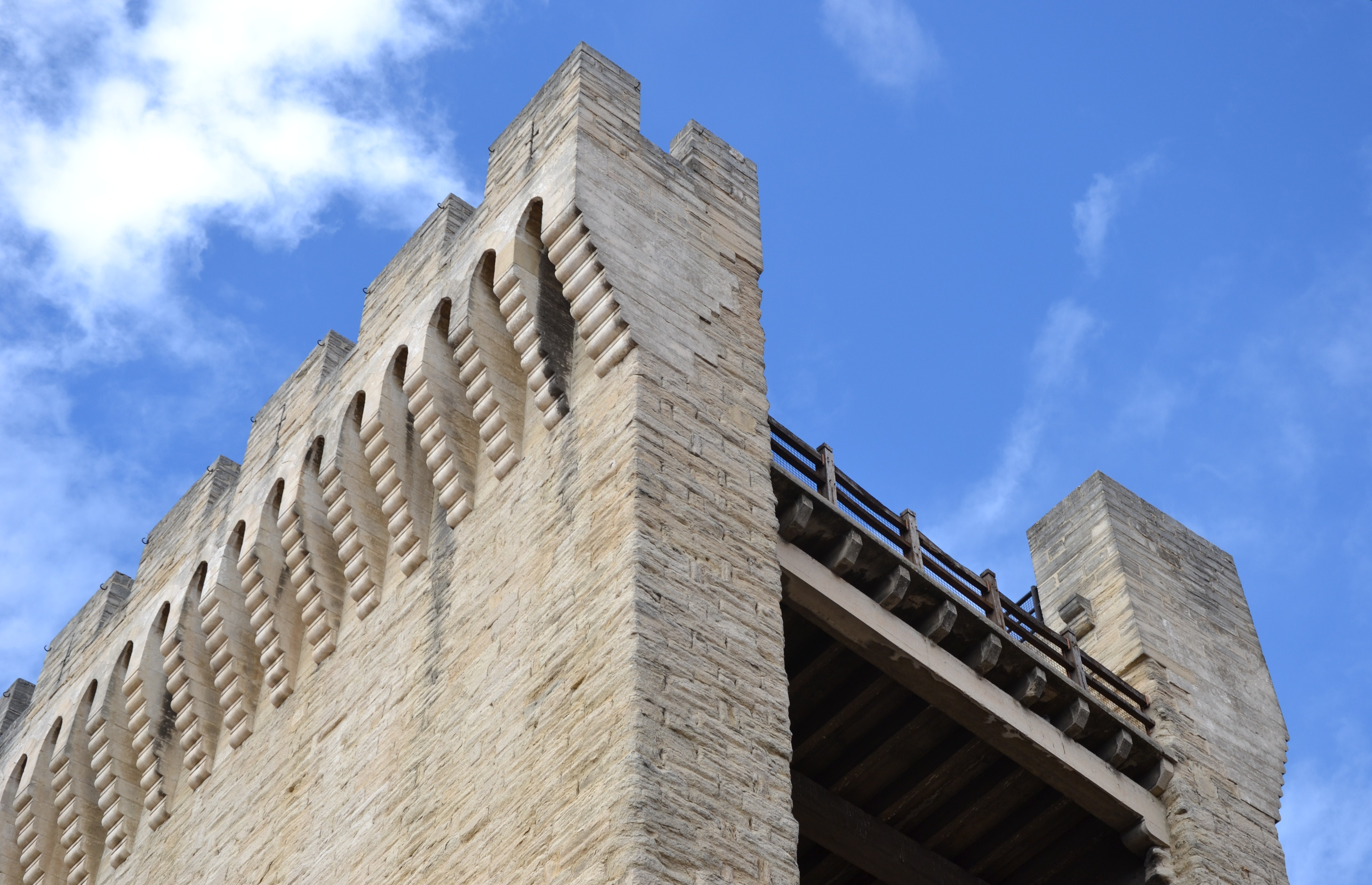
Créneaux de la porte
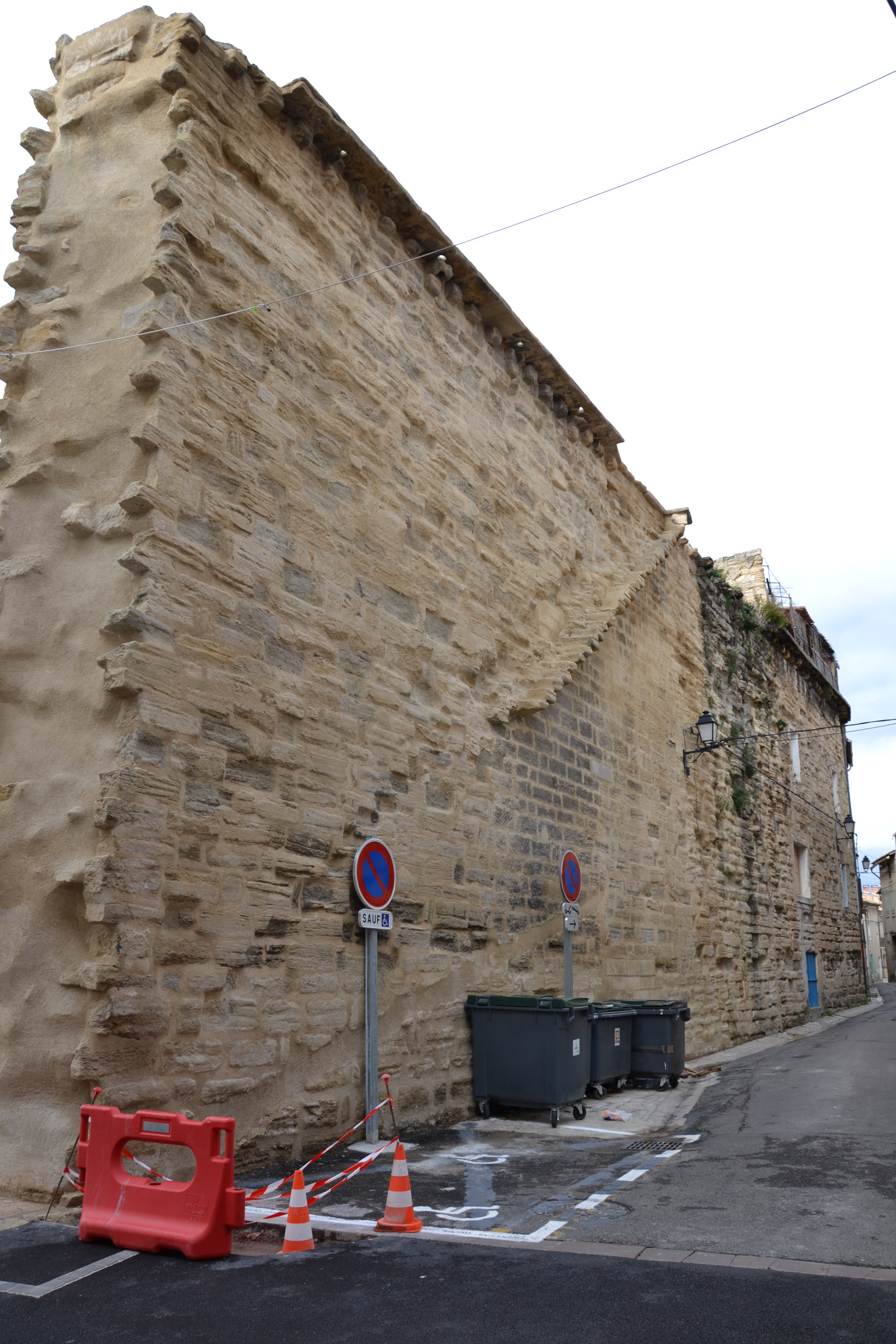
reste de rempart, près de l'ancienne porte de Monteux

## En savoir plus